# Ботиево
Бо́тиево, до 1927 Царёводаровка (укр. Ботієве) — село, Ботевский сельский совет, Приазовский район, Запорожская область, Украина.
Код КОАТУУ — 2324581401. Население по переписи 2001 года составляло 1615 человек: болгары — 77,71 %, украинцы — 13,31 %, русские — 8,17 %.
Является административным центром Ботевского сельского совета, в который, кроме того, входят сёла Бабановка и Строгановка.

## Географическое положение
Село Ботево находится на правом берегу реки Корсак, которая через 4 км впадает в Азовское море, выше по течению на расстоянии в 1 км расположено село Бабановка, на противоположном берегу — село Строгановка.

## История
Вблизи села Ботиево обнаружены остатки двух поселений эпохи бронзы (III—II тысячелетия до н. э.). В одном из них найдены остатки поселения скифского времени (VII—III вв. до н. э.). Рядом находятся 10 курганов...
Долгое время здесь располагалось ногайское поселение Улькон-Сосык-Тогун. В 1860 году почти все ногайцы Мелитопольского уезда (включая ульконцев) эмигрировали в Турцию.
В конце того же 1860 года трагические события произошли в Южной Бессарабии. В ходе конфликта между болгарами Болграда и румынской администрацией был убит местный чиновник. 8 ноября румынская полиция силой разогнала собрание болгар, было убито 10 человек, около 200 получили ранения, что повлекло за собой волну переселения бессарабских болгар на русскую территорию. 
В 1861 году представители бессарабских болгар прибыли в Северную Таврию, где для них разпределили участки под заселение. Участки распределяли по жребию между делегатами разных болгаро-бессарабских колоний. Исключение было сделано для Улькон-Сосык-Тогуна и Кичкине-Тогуна, которые были выбраны Генчо Кырговым, представителем колонии Дермендере. Сын Кыргова, Михаил Греков писал, что эти два участка разпределили без жребия, ввиду заслуг Кыргова по организации переселения. На месте бывшего ногайского села Улькон-Сосык-Тогун была основана новая болгарская колония Первое Дермендере, а на участке Кичкине-Тогун (Кичкине-Сасык-Тогун) — Второе Дермендере. Впоследствии первая колония была переименована в Царёводаровку, а вторая — в Строгановку. 
В 1923 году село Царёводаровка стало центром Цареводаровского района Мелитопольского округа Екатеринославской губернии Украинской ССР. В 1926 году численность населения 3954, из них болгар-2944, русских -493, украинцев 314. В 1927 году монархическое имя села было заменено на Ботево (в честь Христо Ботева), а район, соответственно, стал Ботевским.
20 сентября 1943 года село освобождено от германской оккупации.
В 1993 году близ Ботиева были раскопаны два куманских кургана, высотой 1,6 м. и диаметром 38 м. В одном из них раскрыто погребение богатого воина, с большим количеством оружия.

## Экономика

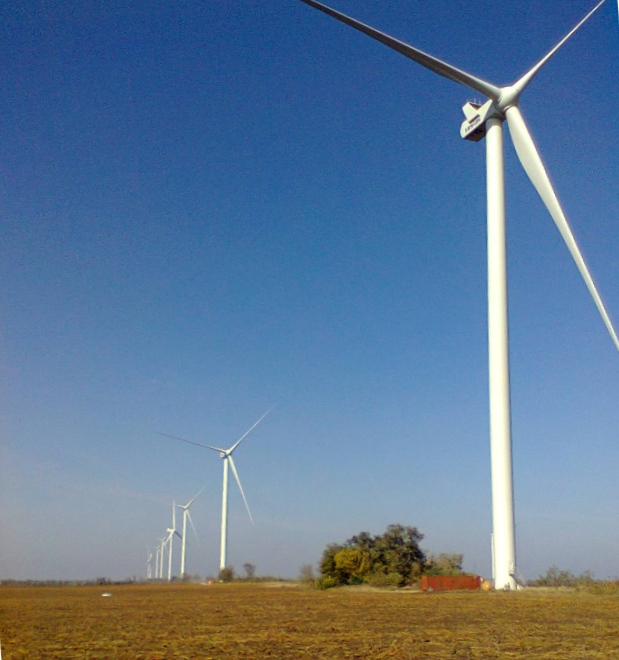
Ветротурбины Ботиевской ВЭС

- «Царёводаровка», ЧП
- Пансионат «Эксскребул»
- Частный пансионат «Кристалл-класс»
- Рядом с селом Ботиево находится Ботиевская ветроэлектростанция

## Объекты социальной сферы
- Школа. При школе работает музей болгарской культуры[12].
- Детский сад.
- Дом культуры.
- Больница.

## Известные люди
В селе родились:
- Холодный, Георгий Степанович (1919—1985) — Герой Советского Союза.
- Балановский, Юрий Васильевич (1914—1980) — художник.
- Вашанцев, Валентин Иванович (2 февраля 1914 — 13 сентября 1977) — инженер-судостроитель, главный инженер 3-го Главного управления Министерства судостроительной промышленности СССР, Герой Социалистического Труда, лауреат Ленинской премии.